# Anapausis cismarina
Anapausis cismarina is een muggensoort uit de familie van de Scatopsidae. De wetenschappelijke naam van de soort is voor het eerst geldig gepubliceerd in 1921 door McAtee.